# Quark up
Le quark up (parfois appelé quark haut, mais la terminologie anglophone est la plus couramment rencontrée, souvent abrégé en quark u) est un quark, une particule élémentaire de la physique des particules.

## Propriétés
Comme tous les quarks, le quark up est un fermion. Il s'agit d'un quark de 1re génération possédant une charge électrique de ⅔ e, le quark le plus léger avec une masse comprise entre 1,5 et 3 MeV.c-2.
Selon le modèle standard, il forme avec le quark down les nucléons ; le proton contient un quark down et deux quarks up, tandis que le neutron contient deux quarks down et un quark up.
L'antiparticule du quark up est l'antiquark up, de charge électrique -⅔ e.
Le quark up fut nommé lorsque Murray Gell-Mann et George Zweig développèrent le modèle des quarks en 1964 ; la première preuve expérimentale de son existence fut mise en évidence en 1967 au SLAC.

## Hadrons
Parmi les hadrons contenant un ou plusieurs quarks up, on peut citer :
- les pions chargés π±, des mésons contenant un quark up et un anti-quark down ou vice-versa ;
- le pion neutre π0, superposition d'une paire quark-antiquark up et d'une paire quark-antiquark down ;
- les mésons η et η', superposition de plusieurs paires quark-antiquark, dont une paire quark-antiquark up ;
- un grand nombre de baryons contiennent un ou plusieurs quarks up. Par exemple, à l'instar des nucléons, les baryons Δ ne sont composés que de quarks up et down ; le Δ0 contient un quark up, le Δ+ en contient deux et le Δ++ trois.